# كرافيتي
كرافيتي هي فرقة فتيان كورية جنوبية تأسست من قبل شركة ستارشيب إنترتينمنت في 2020.